# IC 1719
IC 1719 ist eine Linsenförmige Galaxie vom Hubble-Typ S0 im Sternbild Sculptor am Südsternhimmel. Sie ist schätzungsweise 256 Millionen Lichtjahre von der Milchstraße entfernt und hat einen Durchmesser von etwa 120.000 Lichtjahren.
Das Objekt wurde am 4. September 1897 von Lewis Swift entdeckt.